# Cellarinella watersi
Cellarinella watersi is een mosdiertjessoort uit de familie van de Sclerodomidae. De wetenschappelijke naam van de soort is voor het eerst geldig gepubliceerd in 1909 door Calvet.